# Literaturjahr 1752
Liste der Literaturjahre

1749 | 1750 | 1751 | Literaturjahr 1752 | 1753 | 1756 | ►►

Weitere Ereignisse
Dieser Artikel behandelt das Literaturjahr 1752.

## Ereignisse
- 04. Januar: Beginn des Paper War of 1752–1753: in der ersten Ausgabe von The Covent-Garden Journal startet Henry Fielding seine lange anhaltende Auseinandersetzung mit John Hill, indem er den Krieg gegen „hack writers“ (sinngemäß „Mietschreiber“ oder „Schreiberlinge“) erklärte.[1] Tobias Smollett wird alsbald in die Auseinandersetzung involviert, da er Fielding des Plagiats beschuldigte.

- 28. Januar: Die beiden ersten Bände der von Diderot und D'Alembert herausgegebenen Encyclopédie werden verboten. Nach einer Intervention der Marquise de Pompadour, von Malesherbes und einiger einflussreicher Minister darf die Encyclopédie weiter erscheinen.

- Der Antiquar und Biograph George Ballard veröffentlicht drei Jahre vor seinem Tod sein einziges Werk, Memoirs of several ladies of Great Britain, who have been celebrated for their writings, or skill in the learned languages, arts and sciences, die erste englischsprachige Sammlung weiblicher Biographien, die sich in den Künsten, allen voran in der Literatur verdient gemacht hatten.[2][3] Dabei verwendete er seine bewährten antiquarischen Methoden, indem er Detailinformationen über die gelehrten adeligen Damen seit dem 14. Jahrhundert ansammelte und damit die hagiographischen Traditionen der Heiligenlegenden aufbrach, die Frauen einzig und allein wegen der Verdienste ihrer Ehemänner betrachtete.[4] Erst Biographium Faemineum (1766) und James Grangers A Biographical History of England (1769–1774) werden ähnlich innovativ im 18. Jahrhundert im englischsprachigen Raum vorgehen. Finanziert wurde das großformatige Werk, das bis heute als erste Quellengrundlage zum Werk und zur Biographie mancher Schriftstellerin oder Literaturpatronin des 18. Jahrhunderts dient,[5] durch Subskription. Dabei bedauerte Ballard es in seinem Vorwort, wenn er manche Schriftstellerin, wie zum Beispiel Lady Mary Wroth, in Ermangelung von Material und biographischen Daten aus seiner Sammlung ausschließen musste.[6]

- Die posthum erscheinenden „Letters on the study of history“ („Briefe über das Studium der Geschichte“) von Henry St. John, 1. Viscount Bolingbroke (1678–1751) werden im Vereinigten Königreich als gefährlich für die etablierte Religion, den Staat und die Kirche von der großen Jury von Westminster verdammt.

## Neuerscheinungen

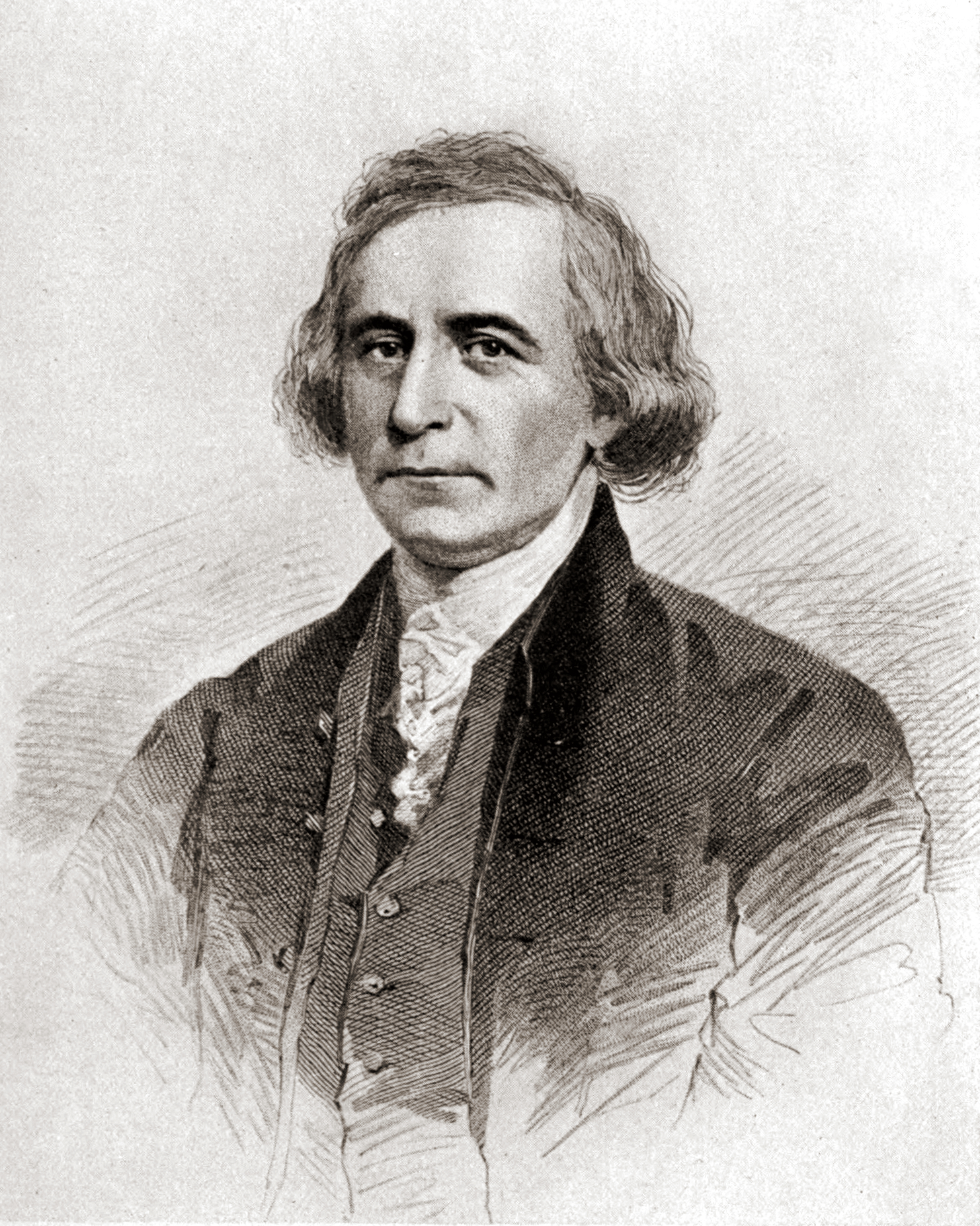
Philip Freneau

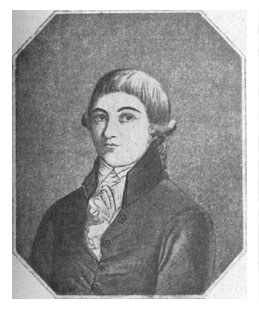
Franciszek Zabłocki

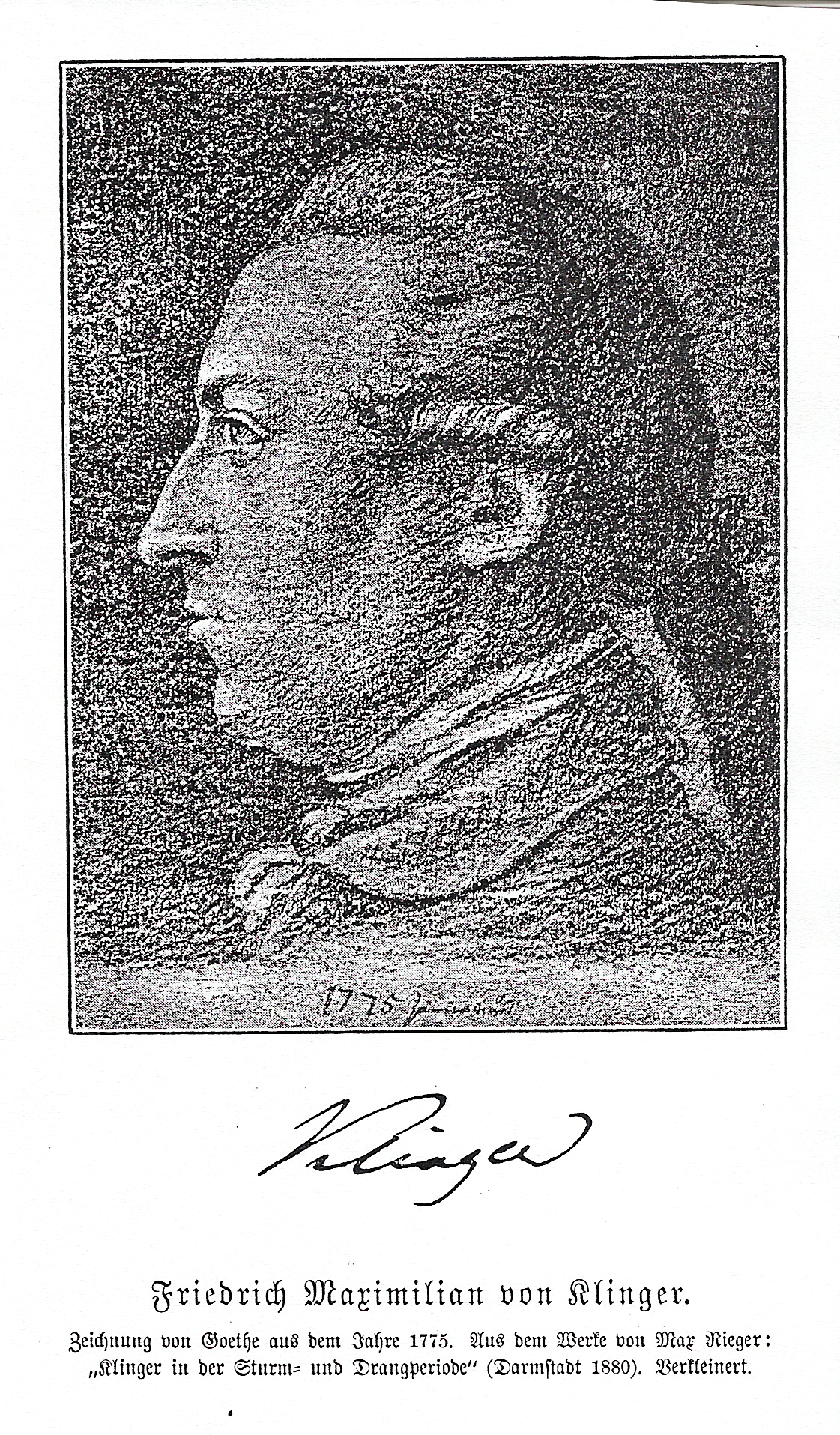
Friedrich Maximilian Klinger nach einer Kreidezeichnung von Johann Wolfgang von Goethe

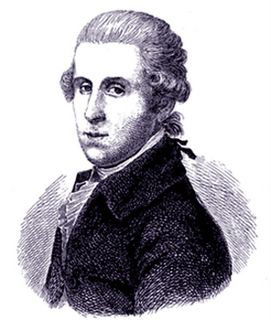
Johann Anton Leisewitz

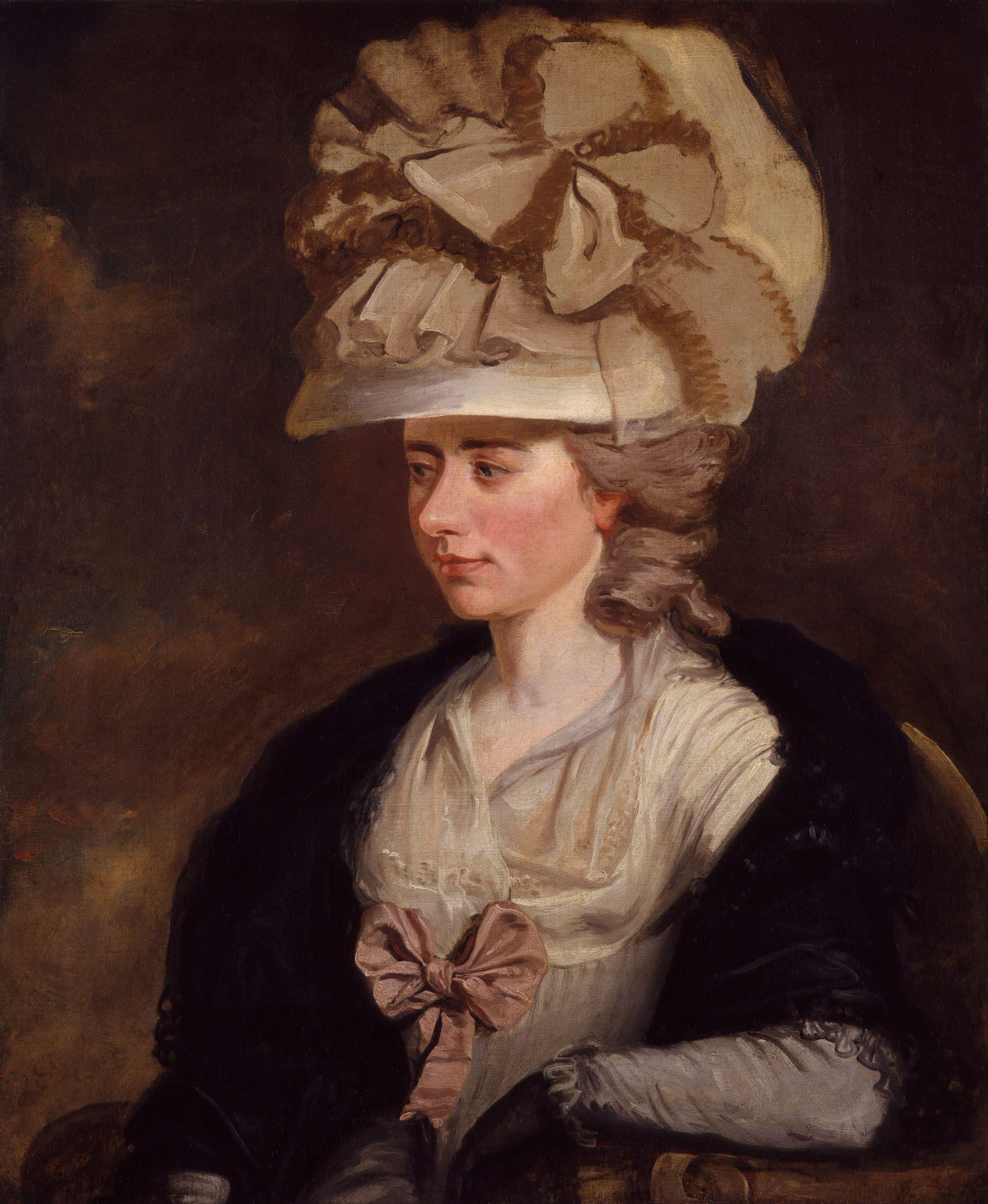
Fanny Burney

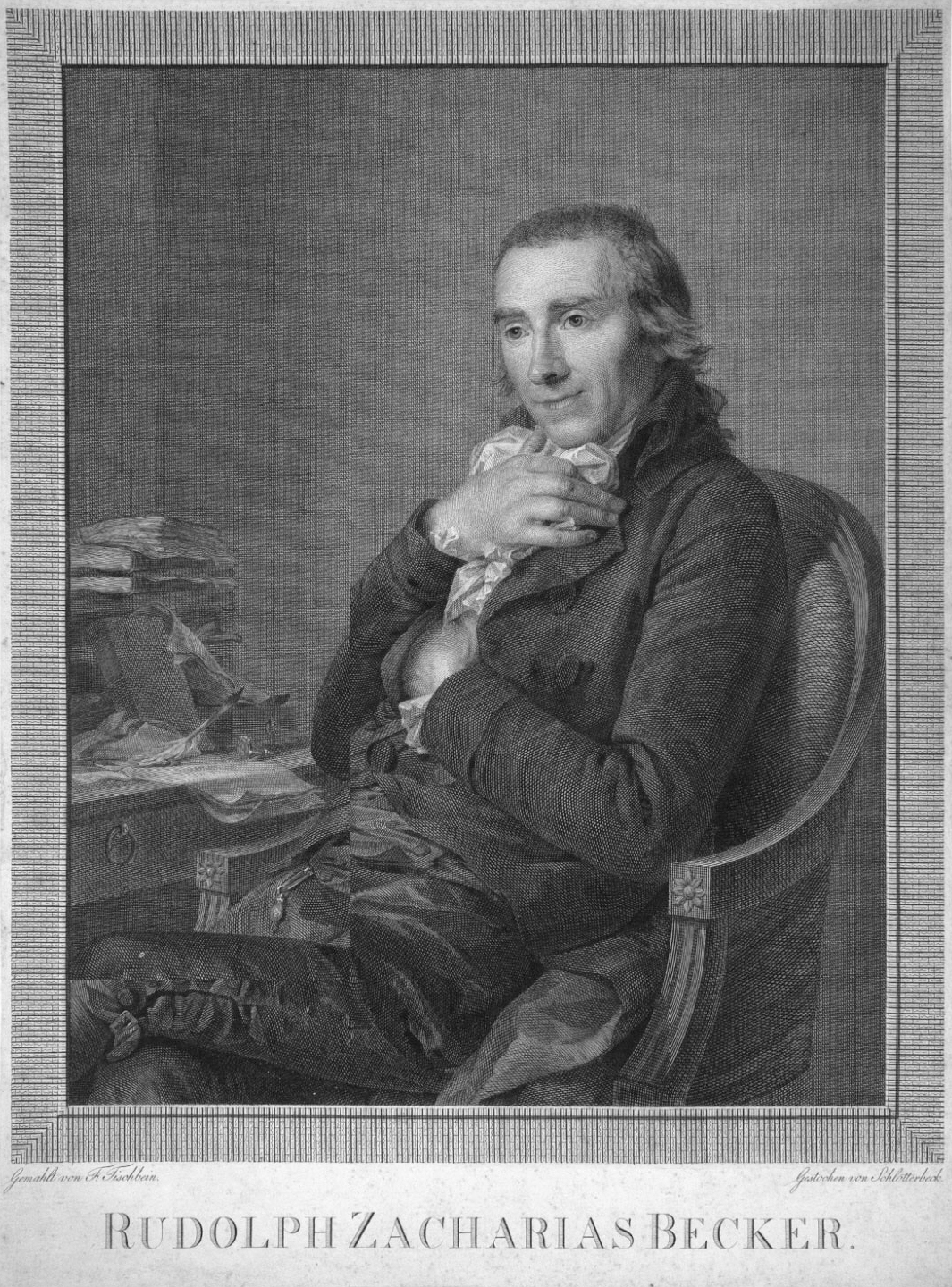
Rudolph Zacharias Becker, nach einem Gemälde von Johann Friedrich August Tischbein (Jakob Christian Schlotterbeck, 1799)

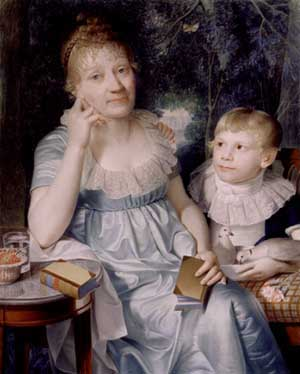
Benedikte Naubert, 1806 mit Pflegesohn

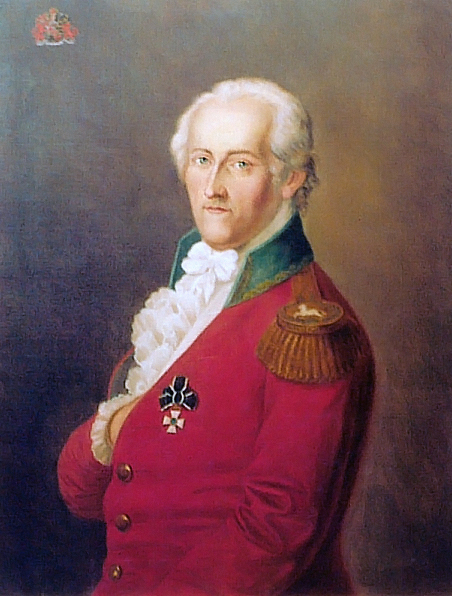
Adolph Freiherr Knigge

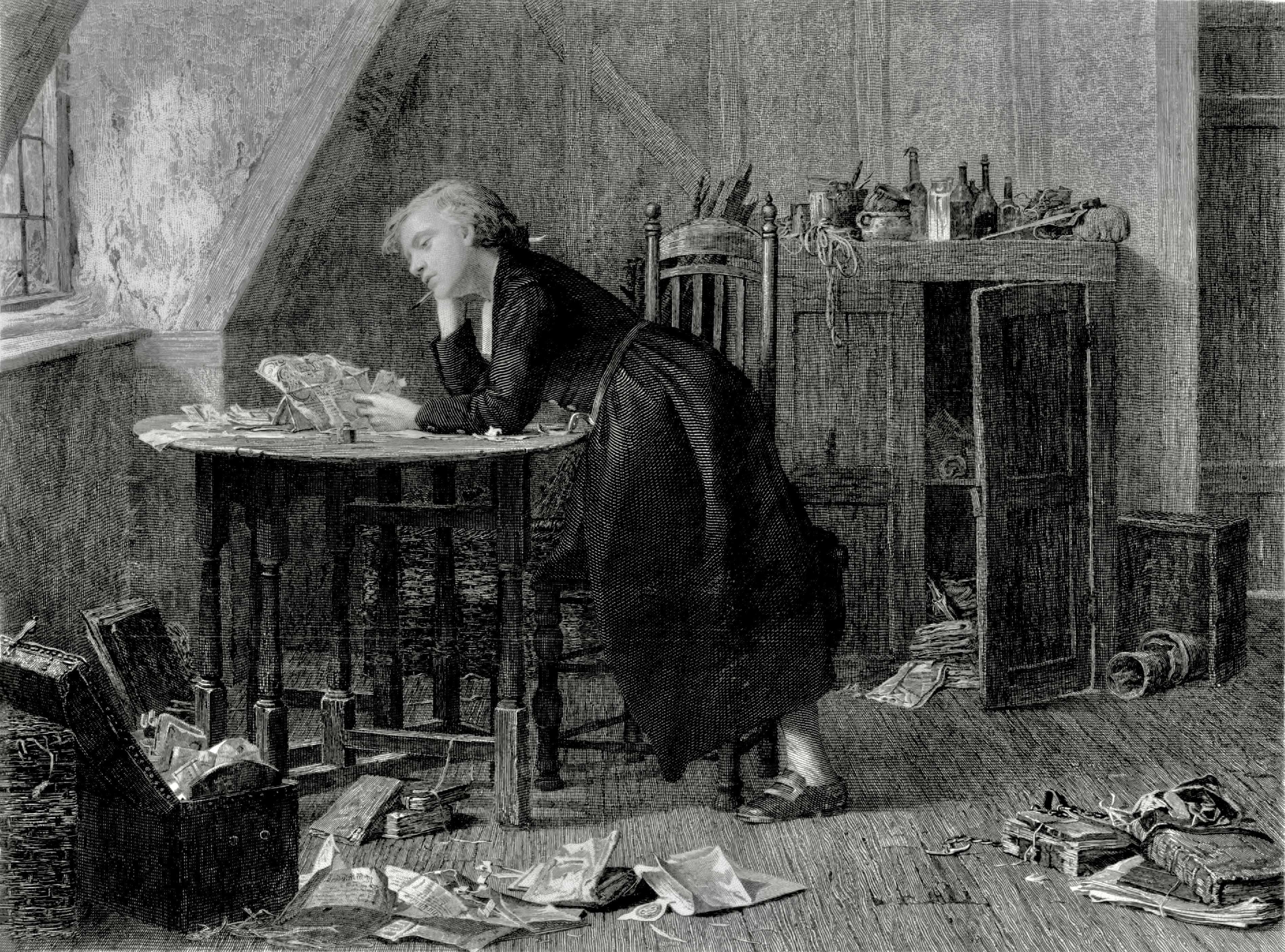
Thomas Chatterton

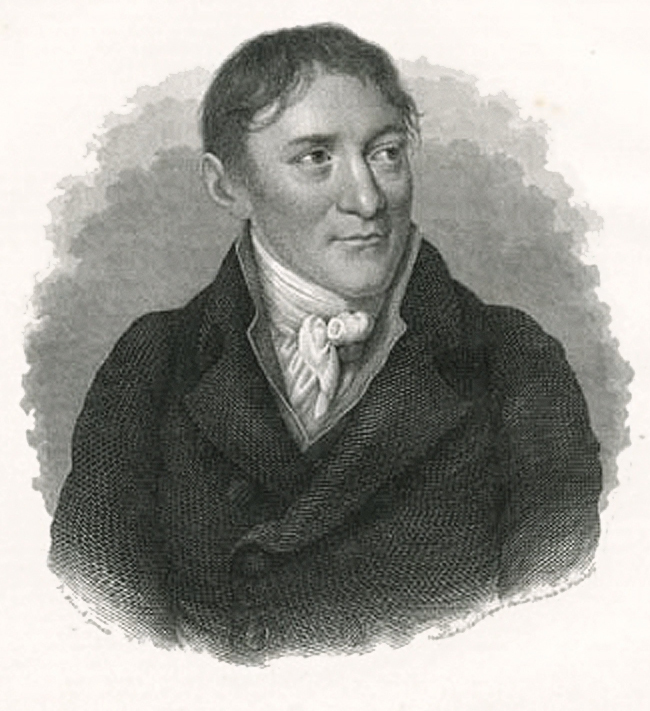
Christoph August Tiedge von Carl Mayer

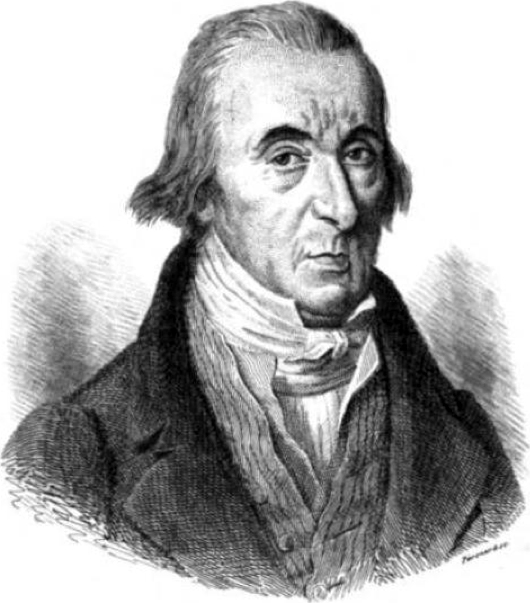
Porträt von Louis-Marie Prudhomme

### Belletristik
- Charlotte Lennox – The Female Quixote
- Friedrich Valentin Molter – Scherze
- Voltaire – Histoire du docteur Akakia et du natif de Saint-Malo

### Drama
- Carlo Goldoni – Mirandolina
- Samuel Foote – Taste
- Molière – erste deutschsprachige Übersetzung seiner Lustspiele
- Voltaire – Amélie ou le Duc de Foix

### Lyrik
- Christiana Büsching – Der Jungfer Polyxenen Christianen Augusten Dilthey, Kaiserl. gekrönten Poetin, und Ehrenmitglieds der Königl. deutschen Geselschaft in Göttingen, Uebungen in der Dichtkunst[7]
- Moses Browne – The Works and Rest of the Creation[8]
- John Byrom – Enthusiasm: A poetical essay[8]
- Richard Owen Cambridge – A Dialogue Between a Member of Parliament and His Servant[8]
- Thomas Cooke – Pythagoras: An ode, published anonymously[8]
- Samuel Davies – Miscellaneous Poems, Chiefly on Divine Subjects, zunächst veröffentlicht in der Virginia Gazette[9]
- Samuel Gotthold Lange – Des Quintus Horatius Flaccus Oden fünf Bücher und von der Dichtkunst ein Buch[,] poetisch übersetzt
- William Mason – Elfrida: A dramatic poem[8]
- Christopher Smart – Poems on Several Occasions[8]
- James Sterling – An Epistle to the Hon. Arthur Dobbs[9]
- Christoph Martin Wieland,
  - Frühling[10]
  - Zwölf moralische Briefe in Versen, 12 Briefe[10]
  - Anti-Ovid oder die Kunst zu lieben[10]

### Sach- und Wissenschaftsliteratur
- George Ballard – Memoirs of several ladies of Great Britain, who have been celebrated for their writings, or skill in the learned languages, arts and sciences
- George Berkeley – A Miscellany
- Thomas Birch – The Life of John Tillotson
- Francis Blackburne – A Serious Inquiry into the Use and Importance of External Religion
- Augustin Calmet – Des Hochwürdigen Herrn Augustini Calmet [...] Gelehrte Verhandlung der Materi, Von Erscheinungen der Geistern, Und denen Vampiren in Ungarn, Mahren etc. : Aus deren Anlaß auch darin von Zaubereyen und Hexereyen, von Besessenen und Bezauberten, von denen alten heydnischen Oraculis, oder Götzen-Bescheiden, vom Wahrsagen und Offenbaren verborgener oder künfftigen Dingen, von Wirckungen und Blendungen des Satans, von Erscheinungen so wohl Verstorbener, als auch noch Lebender, die andern weit entfernten Menschen geschehen seynd etc. gehandlet wird
- William Dodd – The Beauties of Shakespeare
- Henry Fielding unter dem Pseudonym Sir Alexander Drawcansir – The Covent-Garden Journal (Periodika)
- John Hawkesworth – The Adventurer (Periodika)
- David Hume – Political Discourses
- William Law – The Spirit of Love
  - The Way to Divine Knowledge
- Pierre Louis Moreau de Maupertuis –  Les Œuvres de Pierre Louis Moreau de Maupertuis
- Henry St. John – Letters on the Study and Use of History

## Geboren
- 02. Januar: Philip Freneau, englischsprachiger Dichter, der Dichter der Amerikanischen Revolution bezeichnet wurde († 1832)
- 02. Januar: Franciszek Zabłocki, polnischer Dramatiker und Satiriker († 1821)
- 03. Januar: Johannes von Müller, Schweizer Geschichtsschreiber, Publizist und Staatsmann († 1809)
- 10. Januar: Karl Ludwig Pörschke, deutscher Philologe und Philosoph († 1812)
- 13. Januar: Eleonora Fonseca Pimentel, portugiesische italienischsprachige Dichterin († 1799)
- 06. Februar: Carl Christian Horvath, deutscher Buchhändler und Gründer des deutschen Börsenvereins der Buchhändler († 1837)
- 17. Februar: Friedrich Maximilian Klinger, deutscher Dichter und Dramatiker, dessen Schauspiel Sturm und Drang für eine ganze literarische Epoche namensgebend werden sollte († 1831)
- 02. März: Gerhard Anton von Halem, deutscher Schriftsteller, Jurist und Verwaltungsbeamter († 1819)
- 07. März: Carl Friedrich Cramer, deutscher Altphilologie und Linguist († 1807)
- 09. April: Rudolph Zacharias Becker, deutscher Volksschriftsteller, Lehrer, Journalist und Verlagsbuchhändler der Aufklärung (1822)
- 19. April: Friederike Brion, französische Geliebte von Johann Wolfgang von Goethe († 1813)
- 22. April: Georg Joachim Göschen, deutscher Verleger († 1828)
- 09. Mai: Johann Anton Leisewitz, deutscher Schriftsteller und Jurist († 1806)
- 11. Mai: Johann Friedrich Ernst Albrecht, deutscher Arzt und Schriftsteller († 1814)
- 13. Juni: Fanny Burney, englische Schriftstellerin († 1840)
- 16. Juni: Salawat Julajew, baschkirischer Freiheitskämpfer und Dichter († 1800)
- 28. Juni: Karl von Eckartshausen, deutscher Schriftsteller, Philosoph, Aufklärer, später Theosoph, Esoteriker und Alchemist († 1803)
- 13. September: Benedikte Naubert, deutsche Schriftstellerin und Begründerin des historischen Romans in Deutschland († 1819)
- 18. September: Georg Anton Bredelin, deutscher Lehrer, Dichter und Komponist († 1814)
- 02. Oktober: Joseph Ritson, englischer Dichter und Schriftsteller († 1803)
- 16. Oktober: Adolph Knigge, deutscher Schriftsteller und Aufklärer († 1796)
- 00. Oktober: Ann Eliza Bleecker, amerikanische Dichterin († 1783)
- 20. November: Thomas Chatterton, englischer Dichter und Literaturfälscher († 1770)
- 14. Dezember: Christoph August Tiedge, deutscher Dichter († 1841)
- ohne Datum: Louis-Marie Prudhomme, französischer Revolutionär, Schriftsteller und Journalist († 1830)

## Gestorben
- 5. November: Carl Andreas Duker, deutscher Philologe und Rhetoriker (* 1670)
- ohne Datum: Shah Abdul Latif Bhita'i, Sufi-Lehrmeister und Dichter (* 1689)
- ohne Datum: Christian Falster, dänischer Dichter und Philologe (* 1690)